# Carlton Club
Le Carlton Club est un club privé situé à St James's, à Londres. C'est la maison d'origine du Parti conservateur avant la création du Bureau central conservateur. L'adhésion au club se fait uniquement par cooptation et élection.

## Histoire

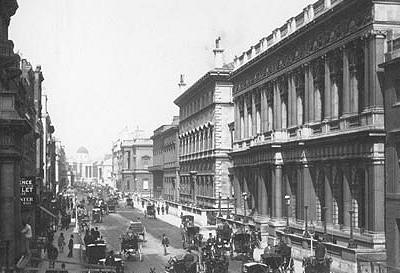
Pall Mall avec le Carlton Club, photographié par James Valentine.

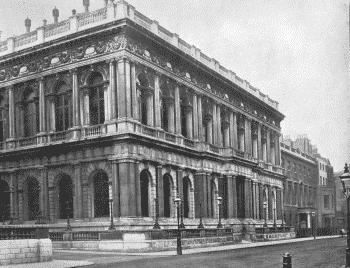
Carlton Club à Pall Mall, v. 1896.

Le club est fondé en 1832, par des pairs Tory, des membres du Parlement et des membres de la Gentry, comme lieu de coordination des activités du parti après la défaite du parti contre le Reform Act 1832. Le 1er duc de Wellington est un membre fondateur, il s'oppose au Reform Act de 1832 et à son extension du droit de vote. Le club joue un rôle majeur dans la transformation des Tories en sa forme moderne en tant que parti conservateur. Il perd son rôle de bureau central du parti avec l'élargissement du droit de vote après le Reform Act de 1867, mais il reste le principal lieu de discussions politiques clés entre les ministres conservateurs, les parlementaires et les responsables du parti.

### Lieu de formation
Le club est formé à la Thatched House Tavern en 1832 et ses premiers locaux sont à Carlton Terrace (fourni par Lord Kensington), d'où il tire son nom. Ces locaux sont rapidement trouvés trop exigus. Le deuxième siège est situé près du Reform Club au 94 Pall Mall, à Londres, et est construit à cet effet en 1835. Il est remplacé par un troisième siège sur le même site en 1856.
La pierre de Caen utilisée sur la façade du troisième bâtiment s'avère inadaptée à l'atmosphère londonienne et doit être entièrement remplacée en 1923-1924.

### Réunion du Carlton Club de 1922
Le club est surtout connu pour la réunion du Carlton Club du 19 octobre 1922, au cours de laquelle les députés conservateurs d'arrière-ban décident de se retirer du gouvernement de coalition dirigé par David Lloyd George. Les députés votent en faveur de la suppression de la coalition, après les discours de Bonar Law et de Stanley Baldwin, Baldwin affirmant que le fait que Lloyd George soit une « force dynamique » est un danger pour la stabilité du parti conservateur. Austen Chamberlain démissionne de son poste de chef et Bonar Law forme un gouvernement purement conservateur.

### Bombardement par la Luftwaffe et déménagement
Le club subit un coup direct pendant le Blitz le 14 octobre 1940. Le whip en chef David Margesson, qui vivait au Club depuis son récent divorce, se retrouve sans abri et doit dormir pendant un certain temps sur un lit de fortune dans l'annexe souterraine du Cabinet,.
Personne n'est tué dans l'explosion, mais le bâtiment est détruit. Le Carlton déménage immédiatement dans ses locaux actuels, au 69 St James's Street, à Londres, anciennement les locaux de l'Arthur's Club - l'un des premiers Gentlemen's Clubs, qui a fermé la même année, après 150 ans d'activité,. L'actuel club-house géorgien est architecturalement important (classé Grade II*) et comprend deux élégantes salles à manger, ainsi qu'une collection de portraits politiques et de peintures datant du XVIIIe siècle, importés des ruines de l'ancien club-house et de l'ancien Junior Carlton Club. L'actuel Carlton n'a conservé aucun des meubles appartenant au bâtiment lorsqu'il était le Arthur club, à l'exception de la plaque commémorative de guerre dans l'entrée. Il y a un monument en marbre du Arthur's Club de la Première Guerre mondiale sur le mur près des escaliers dans le vestibule principal de l'église St James's Piccadilly (conçu par Wren). Les murs des salles Disraeli et Macmillan et leurs fenêtres à l'arrière du club font partie du bâtiment originel du White's Club.

### Club Junior Carlton
Le Junior Carlton Club, qui est entièrement séparé du Carlton lui-même, est créé en 1864 et occupe un grand club house construit à cet effet, achevé en 1869, au 30 Pall Mall, presque en face du Carlton. Il est vendu au début des années 1960 et une partie du produit utilisé pour acheter le site de l'ancien bâtiment Carlton Club au 94 Pall Mall. L'érection du nouveau club-house sur ce site dans un prototype de «club du futur» moderne des années 1960 conduit à des démissions massives de ce club. En décembre 1977, il fusionne officiellement avec le Carlton Club, avec des négociations menées par Harold Macmillan.

### Attentat de l'IRA
À 8h39 le 25 juin 1990, le Carlton Club est victime d'un attentat à la bombe de l'Armée républicaine irlandaise provisoire (IRA), faisant plus de 20 blessés. Lord Kaberry est décédé plus tard des suites de ses blessures lors de l'attaque.

## Adhésion
De nombreux hommes politiquers conservateurs ont été membres. Traditionnellement, seuls les hommes pouvaient devenir membres à part entière après avoir été proposés et parrainés par un certain nombre de membres actifs. À partir des années 1970, les femmes sont autorisées à devenir membres associés, ce qui signifie qu'elles n'ont pas le droit de voter. En devenant chef du parti conservateur en 1975, Margaret Thatcher est nommée membre honoraire du club et, à ce titre, jusqu'en 2008, elle est la seule femme membre ayant le droit de devenir membre à part entière.
Margaret Thatcher est élue deuxième présidente du club (le premier est Harold Macmillan) en mai 2009.
Après la Première Guerre mondiale, un Ladies' Carlton Club distinct et indépendant est créé en tant que centre social et politique pour les femmes conservatrices. Il ferme en 1958.
Une histoire complète du club a été publiée par l'historien Lord Lexden pour marquer son 175e anniversaire en 2007.
Le premier ministre Arthur Balfour est un membre réticent, se plaignant du club au début des années 1900. L'ancien chef du Parti conservateur Iain Duncan Smith refuse l'adhésion au Carlton Club lorsqu'elle lui est proposée en 2001 parce que les femmes, à cette époque, ne pouvaient pas devenir membres à part entière.